# Резвые
Ре́звые — купеческий, затем дворянский род.
Терентий Сергеевич Резвой (1694—1756) — купец, родоначальник фамилии; переселился в Петербург из города Осташкова в первой половине 1720-х годов. Дочь Петра I, Елизавета Петровна, освободила Терентия Резвого от всякой службы, а дом его — от всякого постоя, дабы он мог беспрепятственно поставлять к царскому двору живых стерлядей. Держал на откупу «конский сбор» в Шлиссельбургском уезде и стал крупным земельным собственником: у него появилось большое имение под Шлиссельбургом; ему был пожалован остров, сохранивший его прозвище — Резвый, напротив Екатерингофа. По преданию, изначально его фамилия была Балкашин, а «императрица Елизавета дала имя Резвого и дворянское достоинство за то, что он плясал трепака». В реальности, дворянство было пожаловано только его внуку в 1799 году.
- Пётр Терентьевич Резвой (1731—1779) — купец, подрядчик дворцового ведомства и землевладелец
  - Николай Петрович Резвой (ок. 1749 — 1816) — петербургский городской голова (1792), в 1799 году пожалован дворянством; действительный статский советник (1800), шлиссельбургский уездный предводитель дворянства (1808). В бытность его городским головой отремонтировано и перестроено здание городской думы (арх. Д. Феррари, 1799—1804).
    - Пётр, Дмитрий, Николай (все три служили в артиллерии), Александра, Екатерина, Анна

  - Анна Петровна Резвая (176?—1848), жена графа Ивана Кутайсова, любимца Павла I.
  - Надежда Петровна Резвая (1775—1828), жена тайного советника А. В. Казадаева[1].
  - Дмитрий Петрович Резвый (1762—1823) — генерал-майор, владелец усадьбы Мариенгоф.
    - Модест Дмитриевич Резвой (1806—1853) — историк, военный и общественный деятель. Член-корреспондент АН (1843).
      - Дмитрий Модестович Резвой (1843—1912) — генерал от инфантерии, герой русско-турецкой войны 1877—1878 годов.
        -  Пётр Дмитриевич Резвой (1887—1963) — зоолог.
          - Дмитрий Петрович Резвой (1912—1993) — советский геолог, профессор.

  - Павел Петрович Резвой (1766—1841) — надворный советник
    - Орест Павлович (1811—1904) — генерал от артиллерии.
    - Клеоник (1812—1878), служил в капитуле российских орденов; Евдокия (?—1900), Таисия (1806—1861).
    - Надежда (ум. 1912), жена Антона Антоновича Рейнбота (1814—1891)
      - Ростислав Антонович Рейнбот (1846—?), генерал-майор
        - Рейнбот, Пётр Ростиславович (1879 — ?) — полковник, Георгиевский кавалер[2].

      - Анатолий Антонович Рейнбот (1844—1918), капитан лейб-гвардии
        - Анатолий Анатольевич Рейнбот (Резвой) (1868—1918), генерал-майор, московский градоначальник; женат на миллионерше Зинаиде Морозовой
        - Владимир Анатольевич Рейнбот (Резвой) (1873—1939), полковник, председатель Союза русских инвалидов в Бельгии[3].

После начала Первой мировой войны всё семейство Рейнботов вместо собственной немецкой фамилии приняло девичью фамилию Надежды Павловны и стало именоваться Резвыми.